# ماغنوس رايت
ماغنوس رايت (بالفنلندية: Magnus von Wright) (و. 1805 – 1868 م) هو عالم طيور، ورسام، من فنلندا، ولد في كووبيو، توفي في هلسنكي، عن عمر يناهز 63 عاماً.

## معرض صور

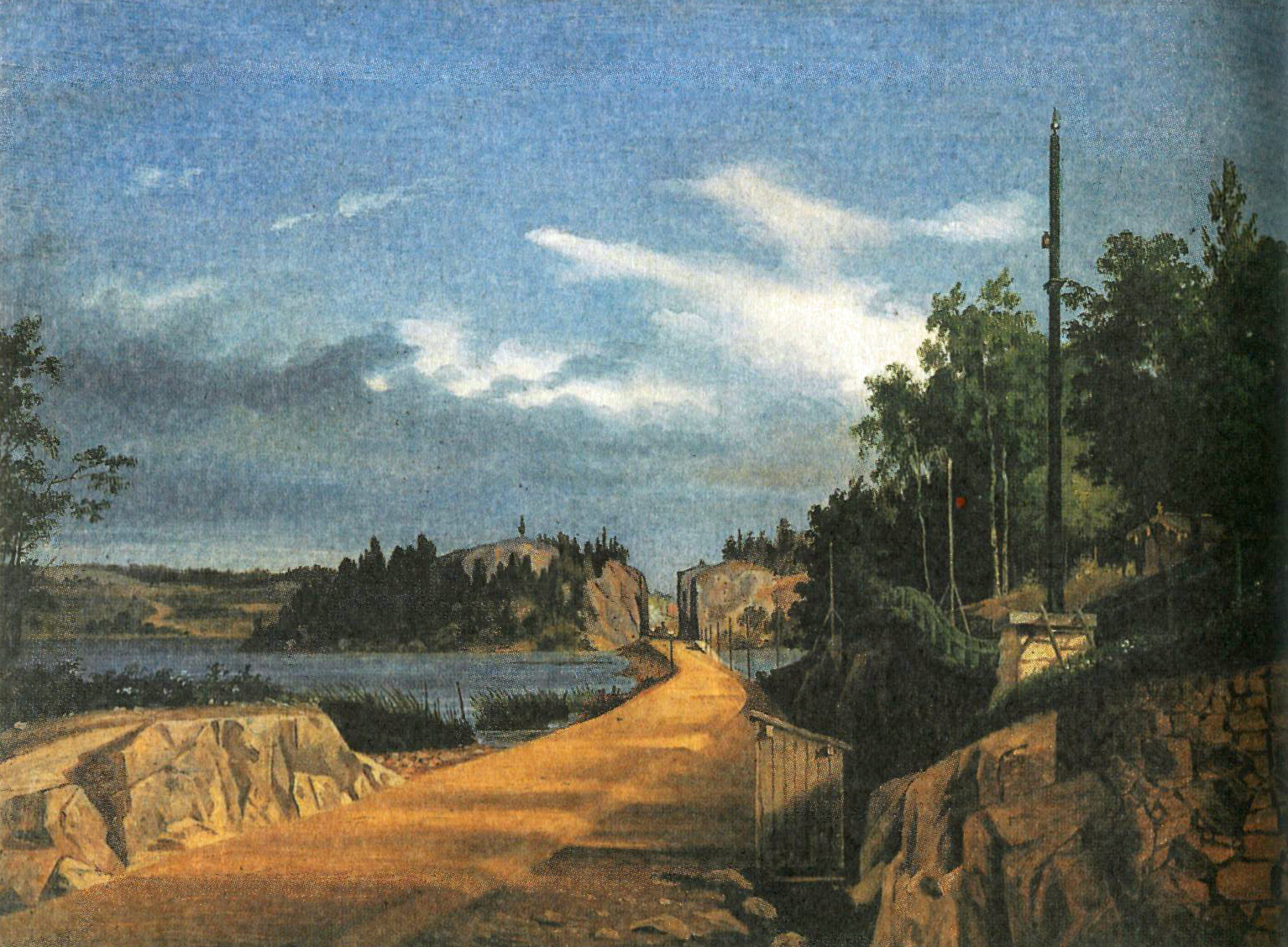
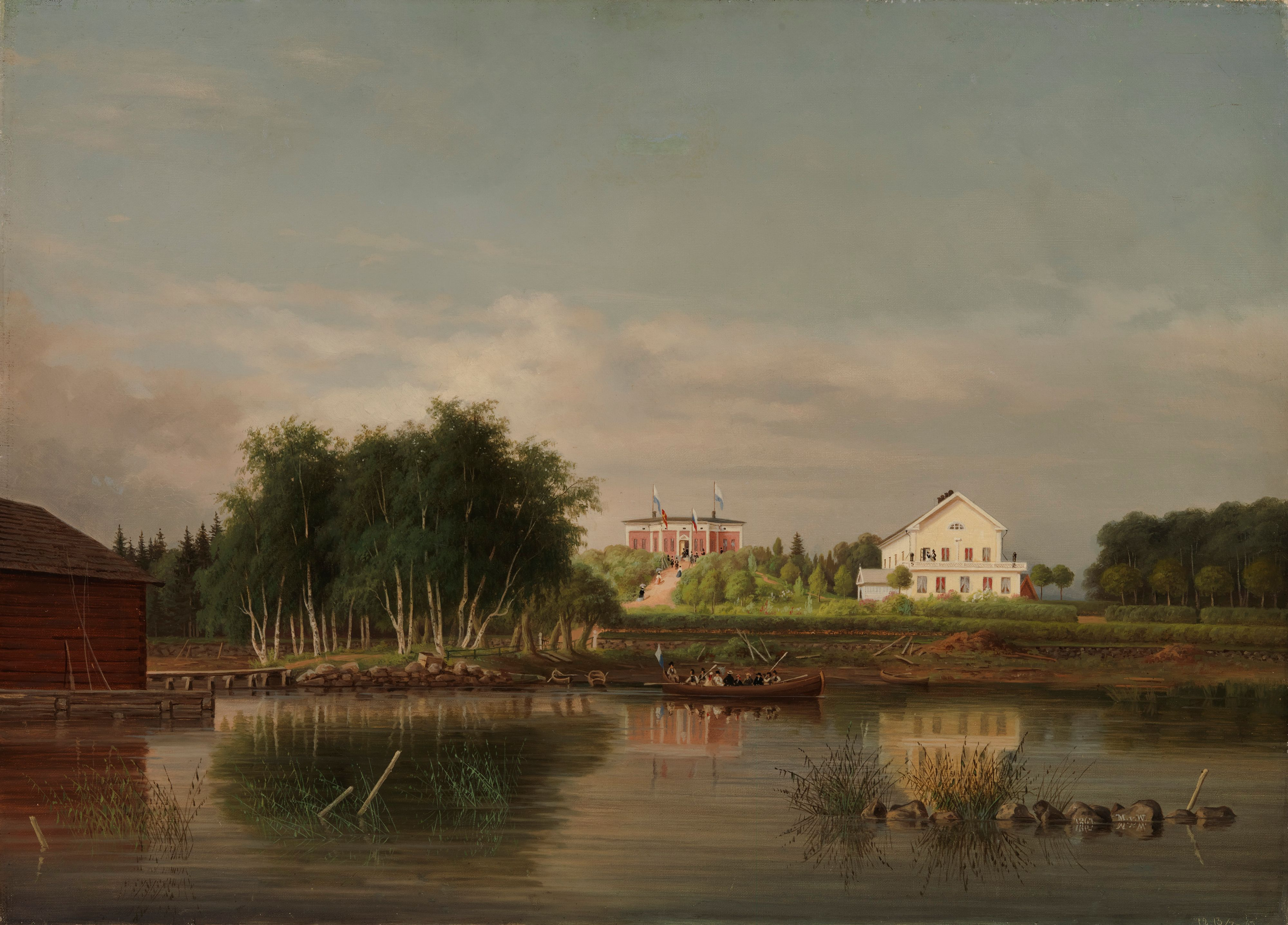
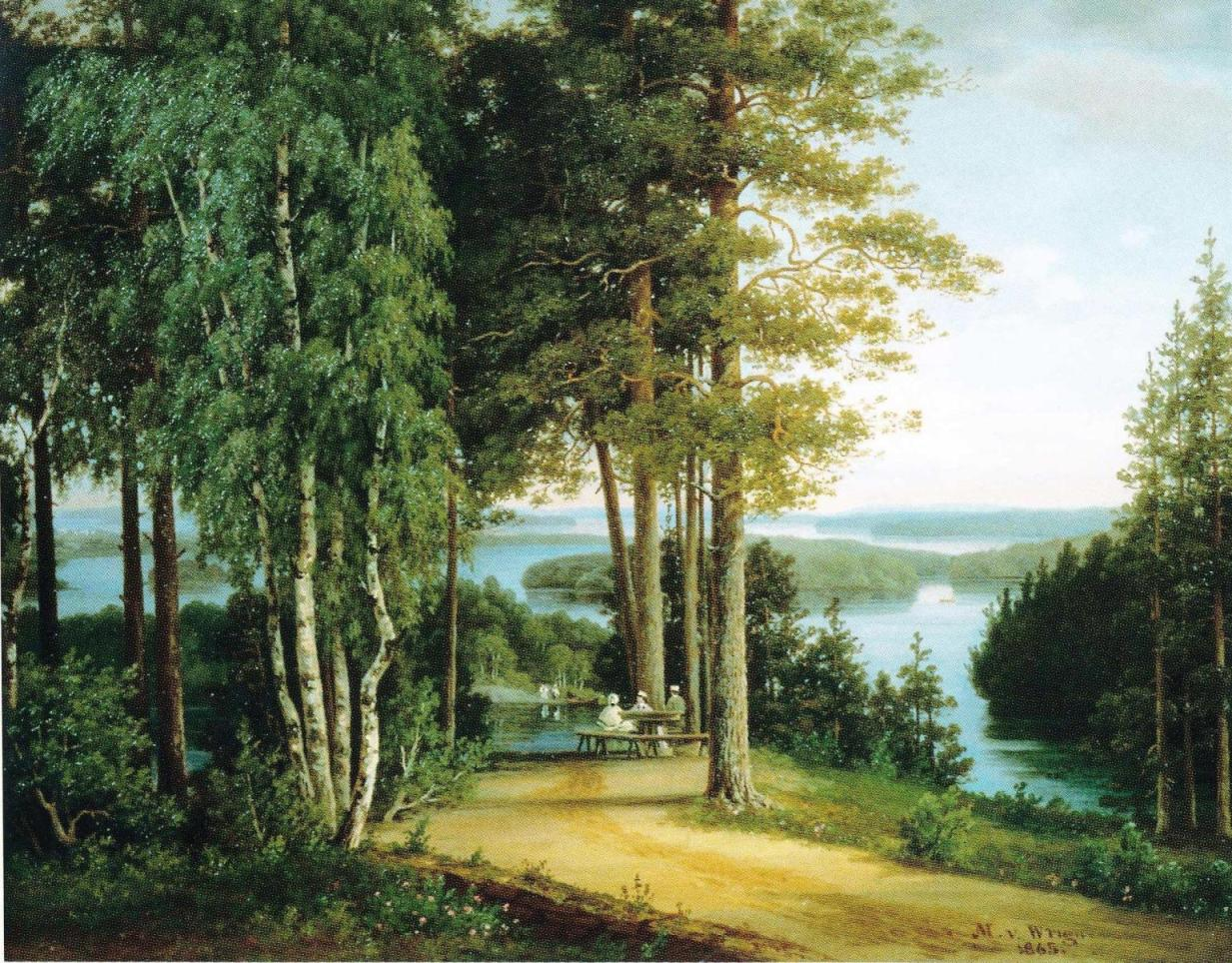
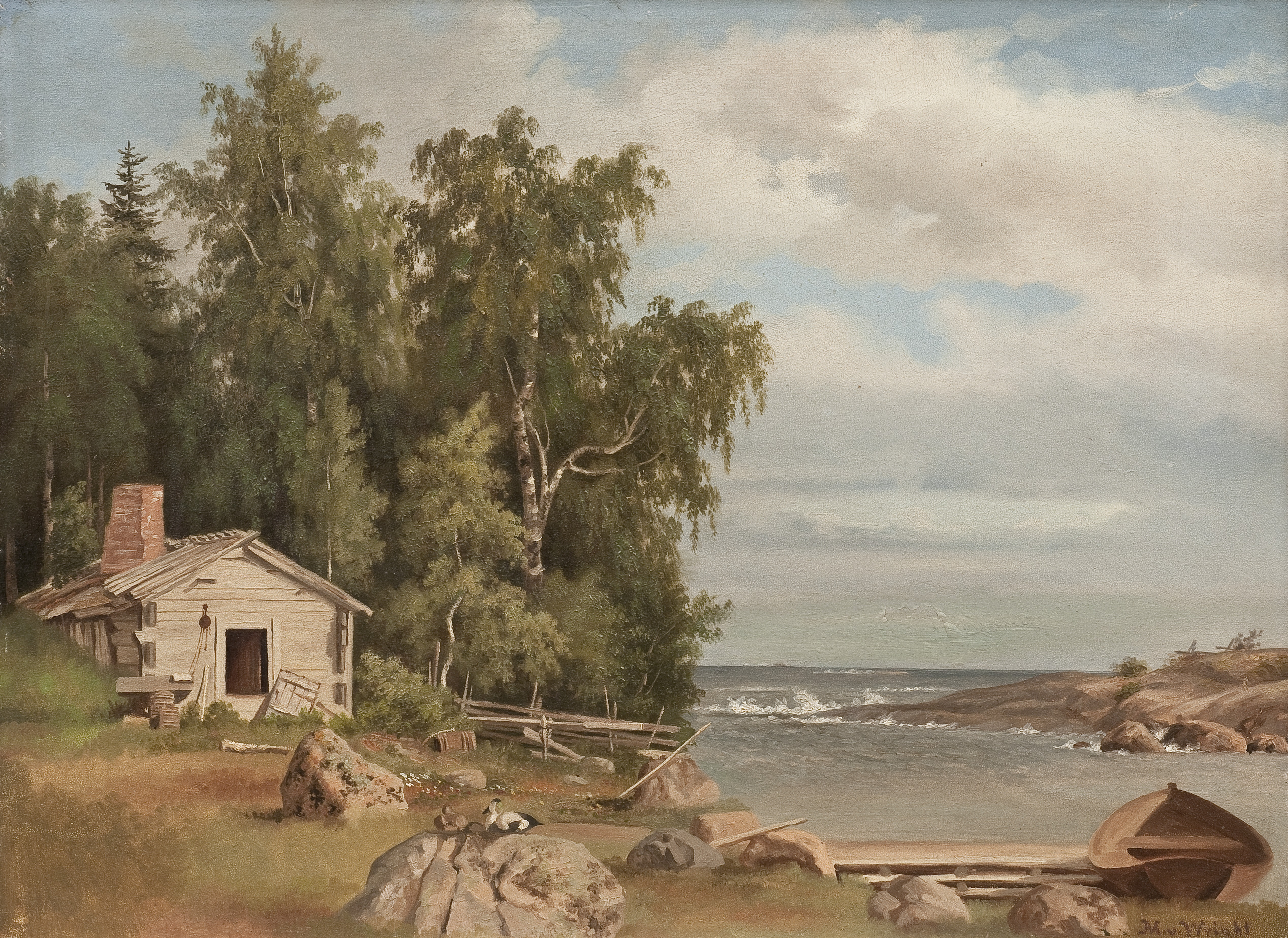